# Герб Бережан
Герб Бережа́н — один з офіційних символів міста обласного значення Бережани, райцентру в Тернопільській області, Україні.

## Колишні герби

### Австрійський період
Герб австрійського періоду — це перетятий щит, у горішній частині в червоному полі зображена срібна смуга; у долішній — у синьому полі срібний олень, що біжить вправо.

### Польський період
У період Другої Речі Посполитої (1920—1939 рр.) гербом Бережан був перетятий щит. У горішній частині в червоному полі срібна смуга; у долішній — у синьому полі срібний олень, що біжить вправо.

### Радянський період
Новий герб Бережан, який би відповідав радянській ідеології, був затверджений 25 червня 1976 р. рішенням N13 міськвиконкому.
Це був щит розділений синім перев'язом ліворуч з одним уступом. У першій зеленій частині — срібний олень, у другій червоній — золотий колос в стовп. У звуженому синьому краї — срібна ваза. Лазурова глава обтяжена золотою назвою міста українською мовою. Щит увінчаний червоною зубчастою стіною із серпом і молотом на середній вежі.
Перев'яз — символ річки Золота Липа, на березі якої знаходиться місто. Олень — символ стародавнього герба міста. Ваза — символ скляної промисловості.
Автор — З. Мігоцький.

## Сучасний герб
Сучасний герб міста затверджений 20 червня 1995 р. рішенням № 71 VI сесії міської ради XXII скликання.
У синьому полі стоїть золотий олень із піднятою лівою передньою ногою. 
Щит обрамований декоративним картушем і увінчаний срібною міською короною з трьома вежками. Автор — Богдан Тихий.
Олень є символом природних багатств, волелюбності й свободи. Фактично, відновлено давній герб міста, вживаний ще у XVI ст.

## Галерея

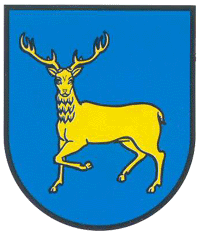
Герб міста, вживаний ще у XVII ст.
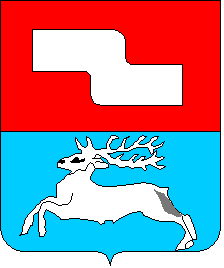
Герб Австрійського періоду
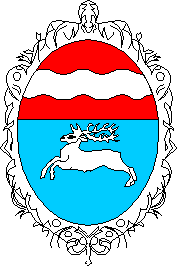
Герб польського періоду
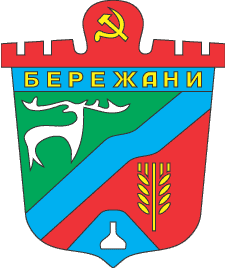
Герб Радянського періоду
Сучасний герб Бережанського району
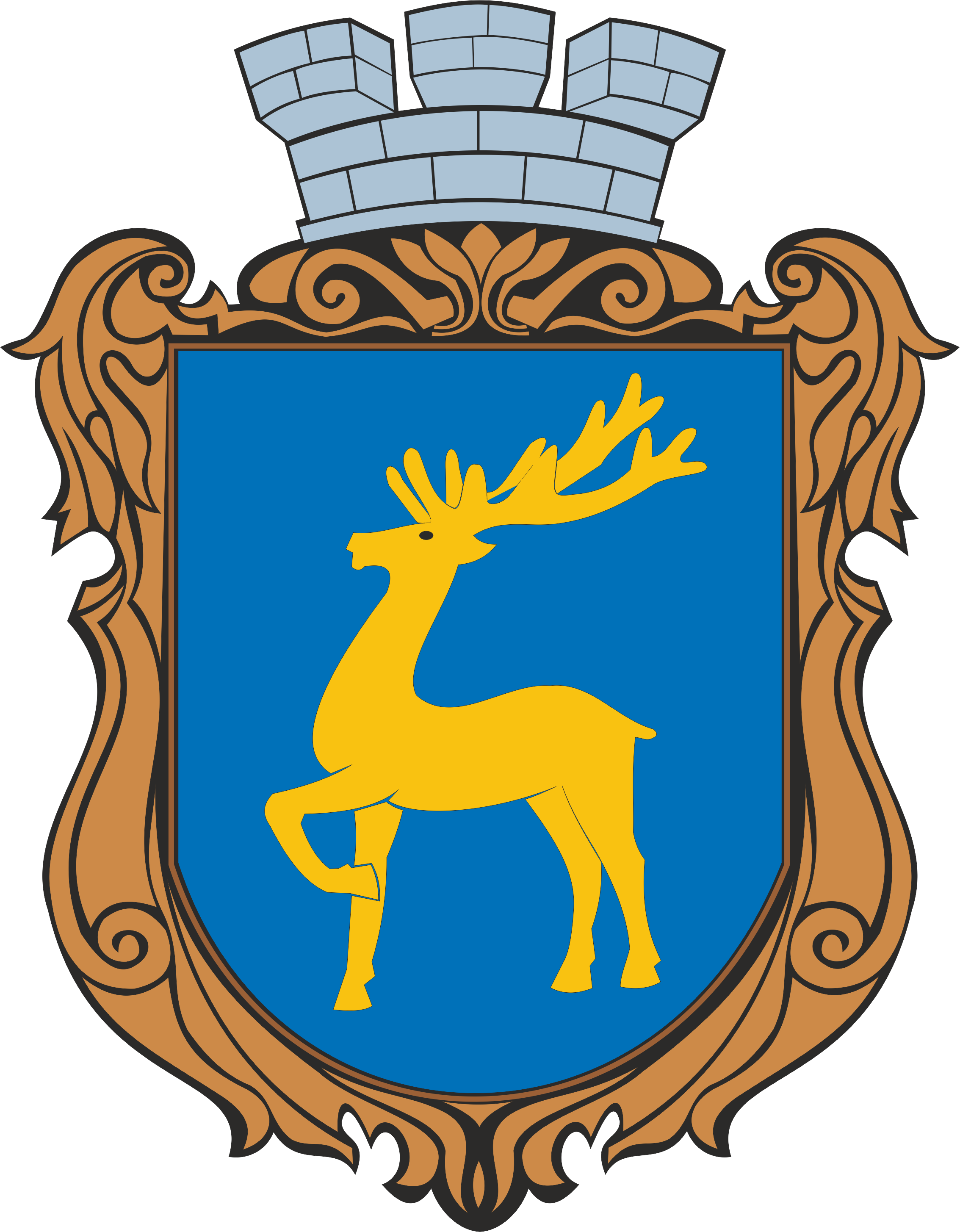
Сучасний герб міста Бережани